# Philippine Dealing Exchange
Die Philippine Dealing & Exchange Corp. (PDEx) ist eine Handelsbörse für Großbanken auf den Philippinen mit Sitz in Makati. Die wichtigste Börse des Landes für alle Sektoren ist die Philippine Stock Exchange. Sie wurde 2003 gegründet.
PDEx ist von der Securities and Exchange Commission (SEC) als Börse gemäß den Bestimmungen des Securities Regulation Code (SRC) lizenziert. Sie fungiert als elektronische Handelsplattform für den Philippinischen Peso und den US-Dollar. In dieser Funktion bietet PDEx eine zentralisierte und effiziente Infrastruktur für den Wertpapierhandel, die Preisfindung, Transparenz und Anlegerschutz gewährleistet.